# Parachernes chilensis
Espèce
Parachernes chilensis est une espèce de pseudoscorpions de la famille des Chernetidae.

## Distribution
Cette espèce est endémique du Chili. Elle se rencontre dans les régions d'Antofagasta et d'Arica et Parinacota.

## Description
Le mâle holotype mesure 2 mm et la femelle paratype 2,4 mm.

## Étymologie
Son nom d'espèce, composé de chil[i] et du suffixe latin -ensis, « qui vit dans, qui habite », lui a été donné en référence au lieu de sa découverte, le Chili.

## Publication originale
- Beier, 1964 : Die Pseudoscorpioniden-Faunas Chiles. Annalen des Naturhistorischen Museums in Wien, vol. 67, p. 307-375 (texte intégral).